# ميرزا تورسونزاده
ميرزا تورسونزاده ((بالطاجيكية: Мирзо Турсунзода)‏ </link>) هي بلدة وجماعة في طاجيكستان. تقع في منطقة روداكي، إحدى مقاطعات التبعية الجمهورية. يبلغ عدد سكان البلدة 20500 نسمة (تقديرات شهر كانون ثاني 2020). وتقع البلدة جنوب العاصمة دوشانبي وشمال منطقة مقعد سومونيون. وتتكون من قرى Istiqlol و Korgar و Mavji و Hojiyon و Kosibon و Turdiev و Rumi.